# Recques-sur-Course
Recques-sur-Course är en kommun i departementet Pas-de-Calais i regionen Hauts-de-France i norra Frankrike. Kommunen ligger i kantonen Étaples som tillhör arrondissementet Montreuil. År 2022 hade Recques-sur-Course 268 invånare.

## Befolkningsutveckling
Antalet invånare i kommunen Recques-sur-Course
| Referens: INSEE |